# Кларк (тауншип, округ Фэрибо, Миннесота)
Кларк (англ. Clark) — тауншип в округе Фэрибо, Миннесота, США. На 2000 год его население составило 459 человек.

## География
По данным Бюро переписи населения США площадь тауншипа составляет 89,7 км², из которых 89,7 км² занимает суша, водоёмов нет.

## Демография
По данным переписи населения 2000 года здесь находились 459 человек, 158 домохозяйств и 130 семей.  Плотность населения —  5,1 чел./км².  На территории тауншипа расположено 175 построек со средней плотностью 2,0 построек на один квадратный километр. Расовый состав населения: 97,17 % белых, 0,22 % афроамериканцев, 0,22 % азиатов, 1,74 % — других рас США и 0,65 % приходится на две или более других рас. Испанцы или латиноамериканцы любой расы составляли 5,01 % от популяции тауншипа.
Из 158 домохозяйств в 39,2 % воспитывались дети до 18 лет, в 67,1 % проживали супружеские пары, в 7,6 % проживали незамужние женщины и в 17,7 % домохозяйств проживали несемейные люди. 14,6 % домохозяйств состояли из одного человека, при том 7,6 % из — одиноких пожилых людей старше 65 лет. Средний размер домохозяйства — 2,91, а семьи — 3,18 человека.
30,9 % населения — младше 18 лет, 7,0 % — в возрасте от 18 до 24 лет, 24,6 % — от 25 до 44, 22,4 % — от 45 до 64, и 15,0 % — старше 65 лет. Средний возраст — 37 лет. На каждые 100 женщин приходилось 106,8 мужчин.  На каждые 100 женщин старше 18 приходилось 108,6 мужчин.
Средний годовой доход домохозяйства составлял 41 944 доллара, а средний годовой доход семьи —  42 969 долларов. Средний доход мужчин —  30 855  долларов, в то время как у женщин — 22 143. Доход на душу населения составил 14 655 долларов. За чертой бедности находились 9,1 % семей и 13,2 % всего населения тауншипа, из которых 13,3 % младше 18 и 7,3 % старше 65 лет.